# Huli
Huli, jedno od transnovogvinejskih plemena u planinskim šumama provincije Southern Highlands (oko Tarija) i provincije Enga, Papua Nova Gvineja.
Huli su lovci i obrađivači tla koji su nastanjeni na visinama od oko 1.500 metara iznad mora. Muškarci i žene žive odvojeno, a organizirani su po klanovima (hamigini) i podklanovima (hamigini emene).
Odjeća je oskudna. Sastoji se od pregače-dambale, za muškarca, uz koju se nosi i torbica od vlakana (zvana nu) u kojoj obično drže duhan i bambusovu lulu-mundu be, ogledalce i češalj. Ženska nošnja sastoji se od travnate suknjice-hurwa. I muškarci i žene svoja lica boje tradicionalnom žutom glinom koju nazivaju ambwa.
Populacija im oznosi 65,000 (Kloss & McConnel 1981); 70,000 (1991 UBS).
Jezik Hulija je srodan jezicima skupina angal-kewa i enga.